# Amélie-Henriette de Solms-Baruth
 (novembre 2017).
Si vous disposez d'ouvrages ou d'articles de référence ou si vous connaissez des sites web de qualité traitant du thème abordé ici, merci de compléter l'article en donnant les références utiles à sa vérifiabilité et en les liant à la section « Notes et références ».
Amélie-Henriette-Charlotte de Solms-Baruth, née le 30 janvier 1768 à Kliczków et morte le 31 octobre 1847 à Karlsruhe, est une princesse de Hohenlohe-Langenbourg. Elle est la seule enfant de Jean-Christian II de Solms-Baruth et de Frédérique-Louise Reuss de Kostritz (d), fille d'Henri VI Reuss de Kostritz (de) et d'Henriette-Jeanne-Françoise Casado de Monteleon (d).

## Mariage et descendance
Le 30 janvier 1789, elle épouse Charles-Louis de Hohenlohe-Langenbourg. De cette union naissent treize enfants :
- Louise de Hohenlohe-Langenbourg (1789-1789) ;
- Élisabeth de Hohenlohe-Langenbourg (1790-1830), mariée à Victor-Amédée de Hesse-Rheinfels-Rotenbourg, duc de Ratibor ;
- Constance de Hohenlohe-Langenbourg (1792-1847), mariée à François-Joseph de Hohenlohe-Schillingsfürst ;
- Émilie de Hohenlohe-Langenbourg (1793-1859), mariée avec le comte Frédéric-Louis de Castell-Castell; leur fille a épousé Jules de Lippe-Biesterfeld ;
- Ernest Ier de Hohenlohe-Langenbourg (1794-1860), marié en 1828 à Théodora de Leiningen (1807-1872) ;
- Frédéric de Hohenlohe-Langenbourg (1797-1797) ;
- Marie-Henriette de Hohenlohe-Langenbourg (1798-1798) ;
- Louise de Hohenlohe-Langenbourg (1799-1881), épouse le prince Adolphe de Hohenlohe-Ingelfingen ;
- Jeanne de Hohenlohe-Langenbourg (1800-1877), mariée avec le comte Émile Christian d'Erbach-Schönberg ;
- Agnès de Hohenlohe-Langenbourg (1804-1833), mariée à Constantin de Löwenstein-Wertheim-Rosenberg ;
- Gustave Henri de Hohenlohe-Langenbourg (1806-1881) ;
- Hélène de Hohenlohe-Langenbourg (1807-1880), mariée à Eugène de Wurtemberg (1788-1857) ;
- Jean Henri Frédéric de Hohenlohe-Langenbourg (1810-1830).

Elle meurt le 31 octobre 1847 à Karlsruhe.